# Grinzane Cavour
Grinzane Cavour (Grinsane in piemontese) è un comune italiano di 1 938 abitanti della provincia di Cuneo in Piemonte.

## Geografia fisica

### Territorio

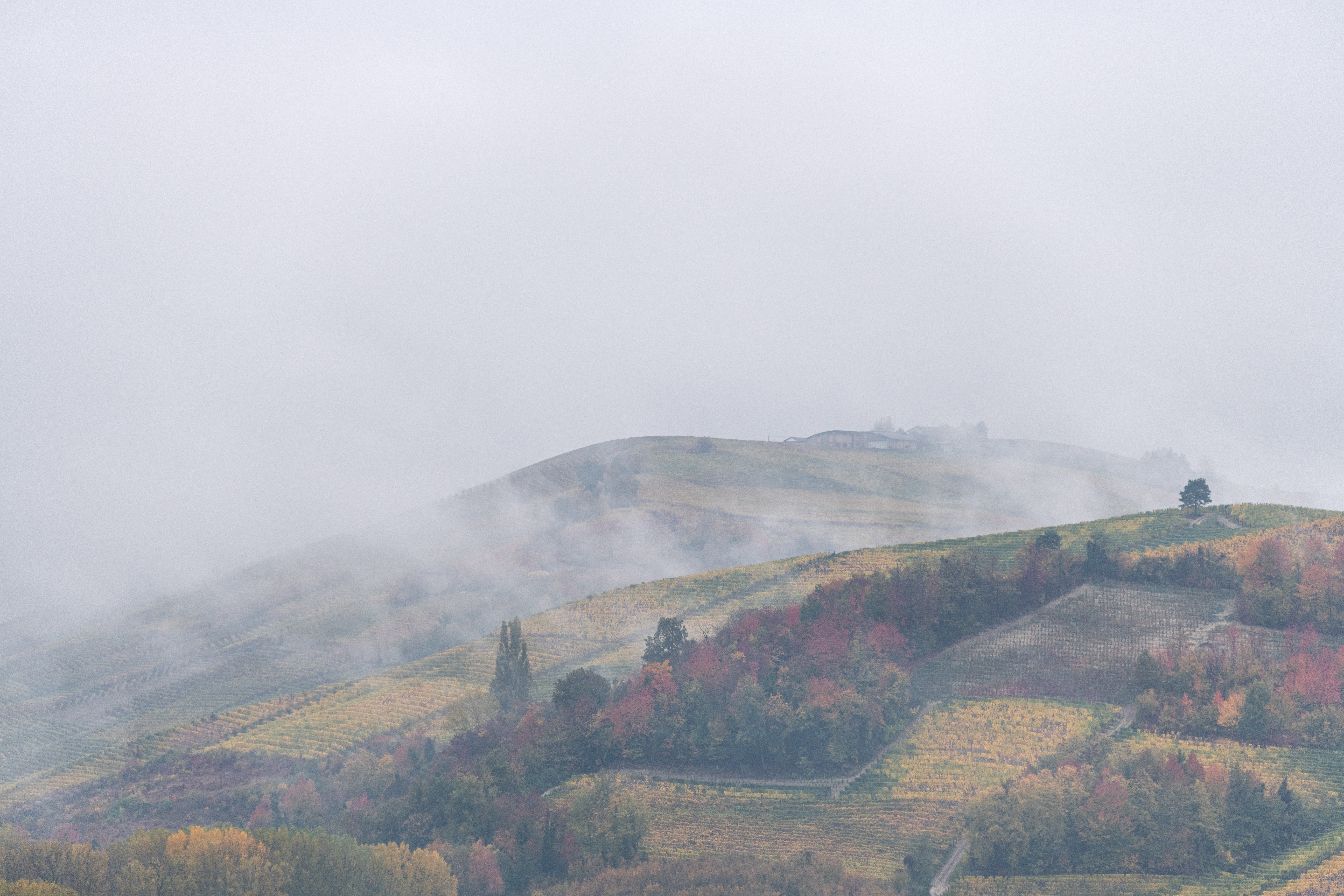
Le colline in autunno

Il comune si trova nel territorio collinare delle Langhe, caratterizzato dai vigneti.

## Storia
Il nome del piccolo borgo rende omaggio dal 1916 allo statista risorgimentale Camillo Benso, conte di Cavour, che di Grinzane fu sindaco per diciassette anni: nominato tale nel maggio 1832, a ventidue anni, mantenne la carica fino al febbraio 1849.

### Simboli
Lo stemma è così descritto nello statuto comunale:
(Art. 5 dello Statuto comunale)
Il gonfalone è un drappo di azzurro.

## Monumenti e luoghi d'interesse

### Il castello

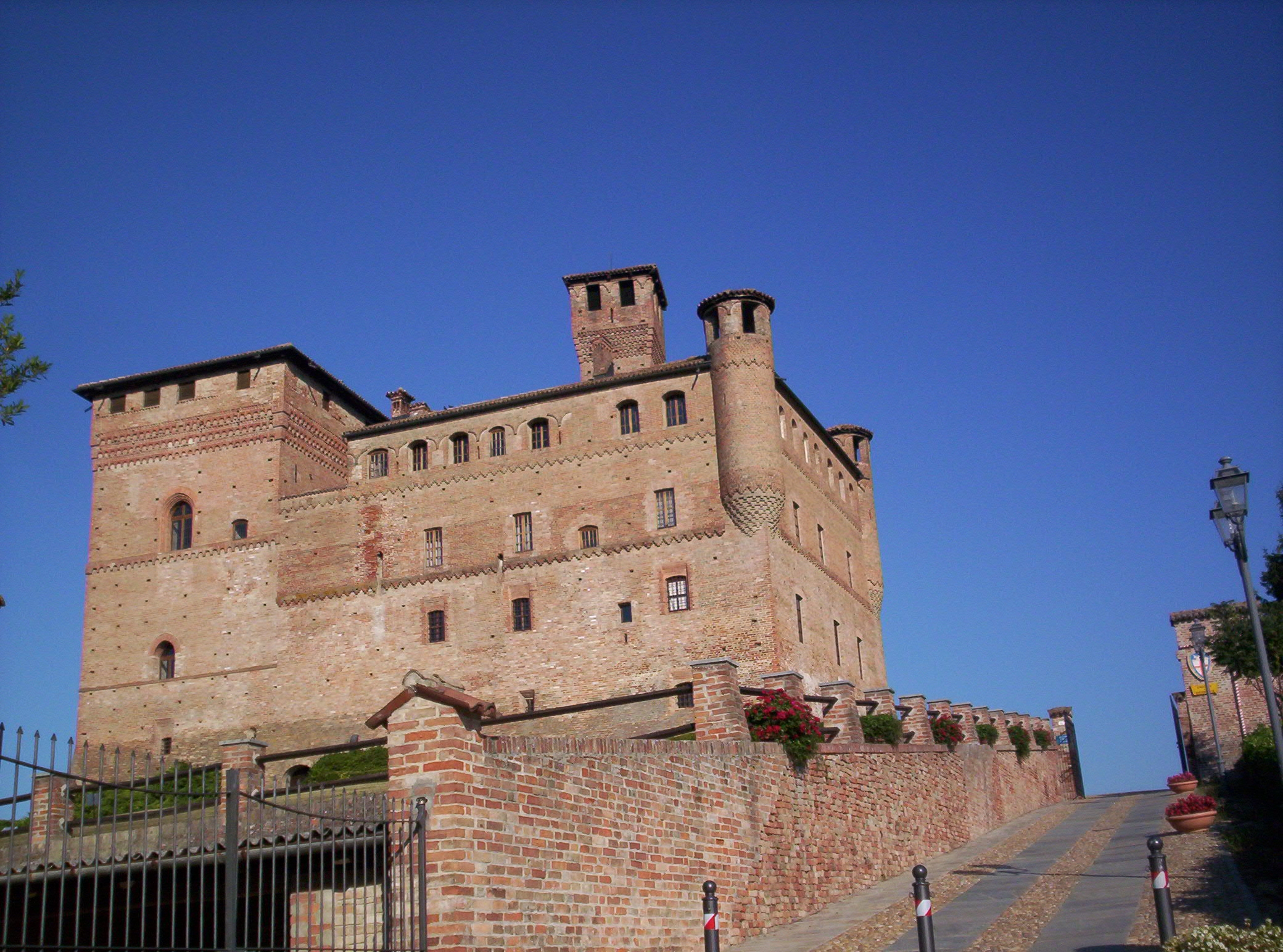
Veduta del castello

Il paese è dominato dall'imponente castello medievale, sede dell'enoteca regionale e già centro della tenuta agricola di proprietà della famiglia Cavour, dove trovava sede anche l'omonimo premio letterario. Il castello fa parte del "paesaggio vitivinicolo del Piemonte: Langhe-Roero e Monferrato", dal 2014 patrimonio dell'umanità UNESCO.

## Società

### Evoluzione demografica
Negli ultimi cinquant'anni, a partire dal 1971, la popolazione residente è raddoppiata.
Abitanti censiti

### Etnie e minoranze straniere
Secondo i dati Istat al 31 dicembre 2017, i cittadini stranieri residenti a Grinzane Cavour sono 310, così suddivisi per nazionalità, elencando per le presenze più significative:
1. Romania, 150
2. Repubblica di Macedonia, 74
3. Kosovo, 21

## Cultura
- Premio Grinzane Cavour

## Economia

### I cru del Barolo (menzioni geografiche aggiuntive)

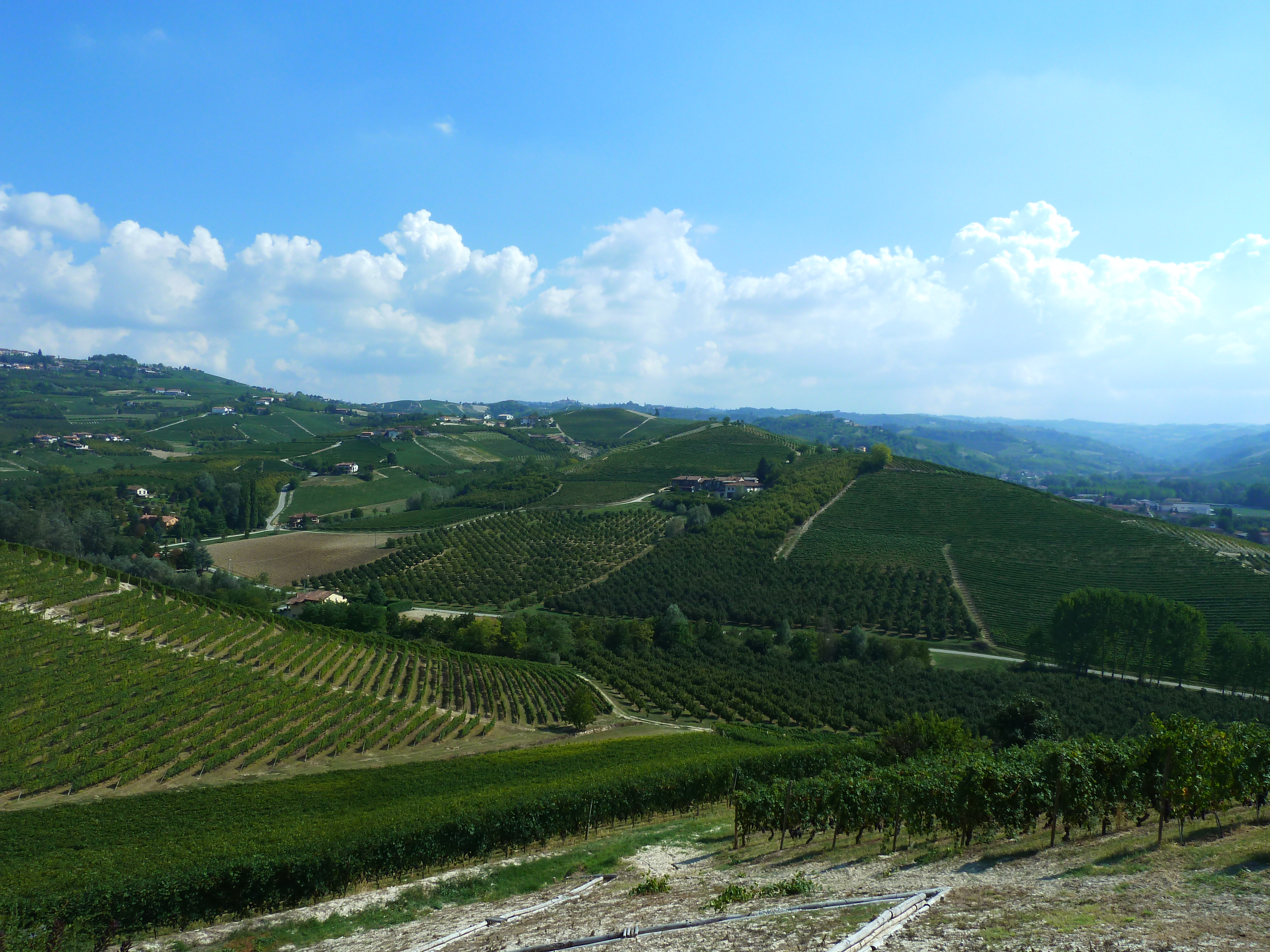
Vigneti visti dal castello

Le menzioni geografiche aggiuntive della denominazione Barolo che sono localizzate nel territorio comunale sono: Bablino, Borzone, Canova, Castello, Garretti, Gustava, La Corte, Raviole.

## Amministrazione
Di seguito è presentata una tabella relativa alle amministrazioni che si sono succedute in questo comune.
| Periodo          | Periodo          | Primo cittadino              | Partito                                    | Carica              | Note  |
| ---------------- | ---------------- | ---------------------------- | ------------------------------------------ | ------------------- | ----- |
| 2 agosto 1985    | 25 maggio 1990   | Giovanni Grimaldi            | -                                          | Sindaco             | [ 9 ] |
| 25 maggio 1990   | 13 febbraio 1993 | Franco Sampò                 | -                                          | Sindaco             | [ 9 ] |
| 13 febbraio 1993 | 1º marzo 1993    | Bruno D'Alfonso              |                                            | Comm. pref.         | [ 9 ] |
| 1º marzo 1993    | 13 maggio 1993   | Tancredi Bruno Di Clarafond  |                                            | Comm. pref.         | [ 9 ] |
| 13 maggio 1993   | 7 giugno 1993    | Maria Antonietta Bambagiotti |                                            | Comm. straordinario | [ 9 ] |
| 7 giugno 1993    | 28 aprile 1997   | Franco Sampò                 | -                                          | Sindaco             | [ 9 ] |
| 28 aprile 1997   | 14 maggio 2001   | Luigi Cabutto                | -                                          | Sindaco             | [ 9 ] |
| 14 maggio 2001   | 30 maggio 2006   | Luigi Cabutto                | -                                          | Sindaco             | [ 9 ] |
| 30 maggio 2006   | 16 maggio 2011   | Franco Sampò                 | lista civica                               | Sindaco             | [ 9 ] |
| 16 maggio 2011   | 6 giugno 2016    | Franco Sampò                 | lista civica Gallo su promontorio con sole | Sindaco             | [ 9 ] |
| 6 giugno 2016    | in carica        | Gianfranco Garau             | lista civica Il nostro paese al centro     | Sindaco             | [ 9 ] |

### Gemellaggi
Grinzane Cavour è gemellata con:
- Canosa di Puglia
- Ménerbes